# Grotte à chauves-souris de Baume Sourde
Grotte à chauves-souris de Baume Sourde este o arie protejată (sit de importanță comunitară — SCI) din Franța întinsă pe o suprafață de 333 ha, integral pe uscat.

## Localizare
Centrul sitului Grotte à chauves-souris de Baume Sourde este situat la coordonatele 44°37′43″N 5°03′09″E / 44.6287°N 5.05238°E.

## Înființare
Situl Grotte à chauves-souris de Baume Sourde a fost declarat arie specială de conservare în baza directivei 92/43 din 1992 referitoare la conservarea habitatelor naturale și a faunei și florei sălbatice pentru a proteja 14 specii de animale.

## Biodiversitate
Situată în ecoregiunea mediteraneană, aria protejată conține 5 habitate naturale: Pajiști uscate seminaturale și facies de acoperire cu tufișuri pe substraturi calcaroase (Festuco-Brometalia) (* situri importante pentru orhidee), Grohotișuri termofile și vest-mediteraneene, Peșteri inaccesibile publicului, Galerii de Salix alba și de Populus alba, Râuri mediteraneene cu debit permanent și vegetație de Glaucium flavum.
La baza desemnării sitului se află mai multe specii protejate:
- mamifere (8): liliac cârn (Barbastella barbastellus), liliac cu aripi lungi (Miniopterus schreibersii), liliac cu urechi mari (Myotis bechsteinii), liliac cu urechi de șoarece (Myotis blythii), liliac cărămiziu (Myotis emarginatus), liliacul mediteranean cu potcoavă (Rhinolophus euryale), liliacul mare cu potcoavă (Rhinolophus ferrumequinum), liliacul mic cu potcoavă (Rhinolophus hipposideros)
- nevertebrate (2): Austropotamobius pallipes, Euplagia quadripunctaria
- pești (4): Barbus meridionalis, zglăvoacă (Cottus gobio), Parachondrostoma toxostoma, clean dungat (Telestes souffia)

Pe lângă speciile protejate, pe teritoriul sitului au mai fost identificate 1 specie de plante, 2 specii de păsări, 2 specii de amfibieni, 8 specii de mamifere, 1 specie de nevertebrate, 2 specii de reptile.